# Потье, Реми
Аббат Реми́ Потье́ (фр. Remi Pothier; 1727, Реймс — 23 июня 1812, там же) — французский богослов, каноник в Лане. Убеждённый, что до него никто не понимал Библии, составил толкование к апокалипсису, план которого напечатал в 1773 году. Предъявленный в парламент, план сочинения был обречён на сожжение, как образец безумия. Тем не менее, Потье напечатал своё «Разъяснение» (Explication, Дуэ, 1773).
Во время революции жил в Бельгии.

## Труды
- «Разъяснение» (Explication, Дуэ, 1773);
- «Les Trois dernières plaies par lesquelles la colère de Dieu est consommée» (здесь проводится мысль, что все пророчества, исполнившиеся и долженствующие исполниться до пришествия антихриста, предтеча которого — Бонапарт, были произнесены Иоанном Крестителем);
- «Explication des Psaumes de David» (Аугсб., 1802);
- «Eclaircissement sur le prêt, l’usure et le trafic de l’argent» (1809);
- две брошюры о четырех положениях галликанской церкви, конфискованные полицией.

## Источник
- Потье, Реми // Энциклопедический словарь Брокгауза и Ефрона : в 86 т. (82 т. и 4 доп.). — СПб., 1890—1907.